# Mission Alamo
Pour les articles homonymes, voir Alamo.
L'Álamo (en français : peuplier) ou fort Alamo ou mission San Antonio de Valero, sont les noms donnés à l'ancienne mission espagnole devenue forteresse improvisée à San Antonio, au Texas, rendue célèbre par le siège de Fort Alamo. Elle est aujourd'hui incluse dans le district historique d'Alamo Plaza.  
Le nom d'usage Álamo tire son origine d'une troupe de cent lanciers envoyée à San Antonio de Valero en 1803 pour lutter contre les raids des Amérindiens et escorter les convois. Elle portait le nom de Segunda Compañía volante de San Carlos de Parras et tenait précédemment ses quartiers à San José y Santiago del Álamo de Parras. Les habitants de Béxar (en) abrégèrent son nom en Compañía del Álamo, puis par métonymie, Álamo devint le nom de l'ancienne mission reconvertie en presidio (poste militaire) servant de casernement à ces cavaliers.

## Illustrations
L'Alamo a été illustré de nombreuses fois par le cinéma, parmi lesquelles : 
– The Immortal Alamo film muet de Gaston Méliès (1911) ;
– Alamo de et avec John Wayne (1960) ;
– Alamo de John Lee Hancock (2004).
Souvent le fort représenté ne ressemble pas beaucoup à la mission originale.